# L'Organiste de la cathédrale Saint-Guy
Pour plus de détails, voir Fiche technique et Distribution.
L'Organiste de la cathédrale Saint-Guy (Varhaník u sv. Víta) est un film tchécoslovaque muet en noir et blanc réalisé par Martin Frič, sorti en 1929.

## Synopsis
Un vieil organiste reçoit la visite d'un inconnu qui lui demande de transmettre une enveloppe contenant de l'argent à sa fille Klára qui est moniale. L'homme se suicide aussitôt et l'organiste cache le cadavre dans sa cave. Mais son voisin, un cireur de chaussures, l'ayant remarqué, l'accuse d'assassinat et le fait chanter.
L'organiste rend visite à Klára pour laquelle il se prend bientôt d'une affection paternelle. Mise au courant de la mort de son père et ayant réceptionné l'enveloppe, Klára décide de changer de vie, tombe amoureuse d'Ivan, un jeune peintre, et quitte le couvent. L'organiste, déçu par l'ingratitude et la trahison de Klára, tombe malade et le chagrin le rend incapable d'exercer sa profession. Prise de remords, la fille revient à lui et l'organiste, heureux, guérit.

## Fiche technique
- Titre L'Organiste de la cathédrale Saint-Guy
- Titre original : Varhaník u svatého Víta
- Réalisation : Martin Frič
- Scénario : Martin Frič, Václav Wasserman, Vítězslav Nezval
- Directeur de la photographie : Jaroslav Blažek
- Décors : Hanus Gödert
- Producteur : Vladimir Stránský
- Distribution : Lloydfilm
- Pays d'origine :  Tchécoslovaquie
- Lieu de tournage : Prague, aux studios de Košíře[1]
- Genre : Drame et romance
- Durée : 78 minutes
- Format : Noir et blanc - Muet
- Dates de sortie :
  -  Tchécoslovaquie : 30 août 1929

## Distribution
- Karel Hašler : l'organiste
- Oskar Marion : Ivan, le peintre
- Suzanne Marwille : Klára
- Ladislav H. Struna : Josef Falk
- Otto Zahrádka : le père de Klára
- Marie Ptáková : l'abbesse
- Vladimír Smíchovský
- Josef Kobík : un vendeur
- Milka Balek-Brodská : une serveuse
- Roza Schlesingerová : une femme dans la cathédrale

## Commentaires
Ce film, un des quatre films muets réalisés par Martin Frič, inaugure la collaboration entre le réalisateur et le poète Vítězslav Nezval.

## Avis sur le film
« Varhaník u sv. Víta a été dirigé par le prolifique metteur en scène tchèque Herr Martin Fric qui se fera connaître ultérieurement par ses comédies satiriques ; ce film est aussi donné par les spécialistes du film muet comme une des œuvres les plus accomplies de la période des films muets tchèques »[source insuffisante].